# آهنگ عشق من
آهنگ عشق من (به انگلیسی: My Own Love Song) فیلمی محصول سال ۲۰۱۰ و به کارگردانی الیویه داهان است. در این فیلم بازیگرانی همچون رنی زلوگر، فارست ویتاکر، مادلین زیما، نیک نولتی، الیاس کوتیاس، آنی پاریس ایفای نقش کرده‌اند.